# ایمن‌گاه

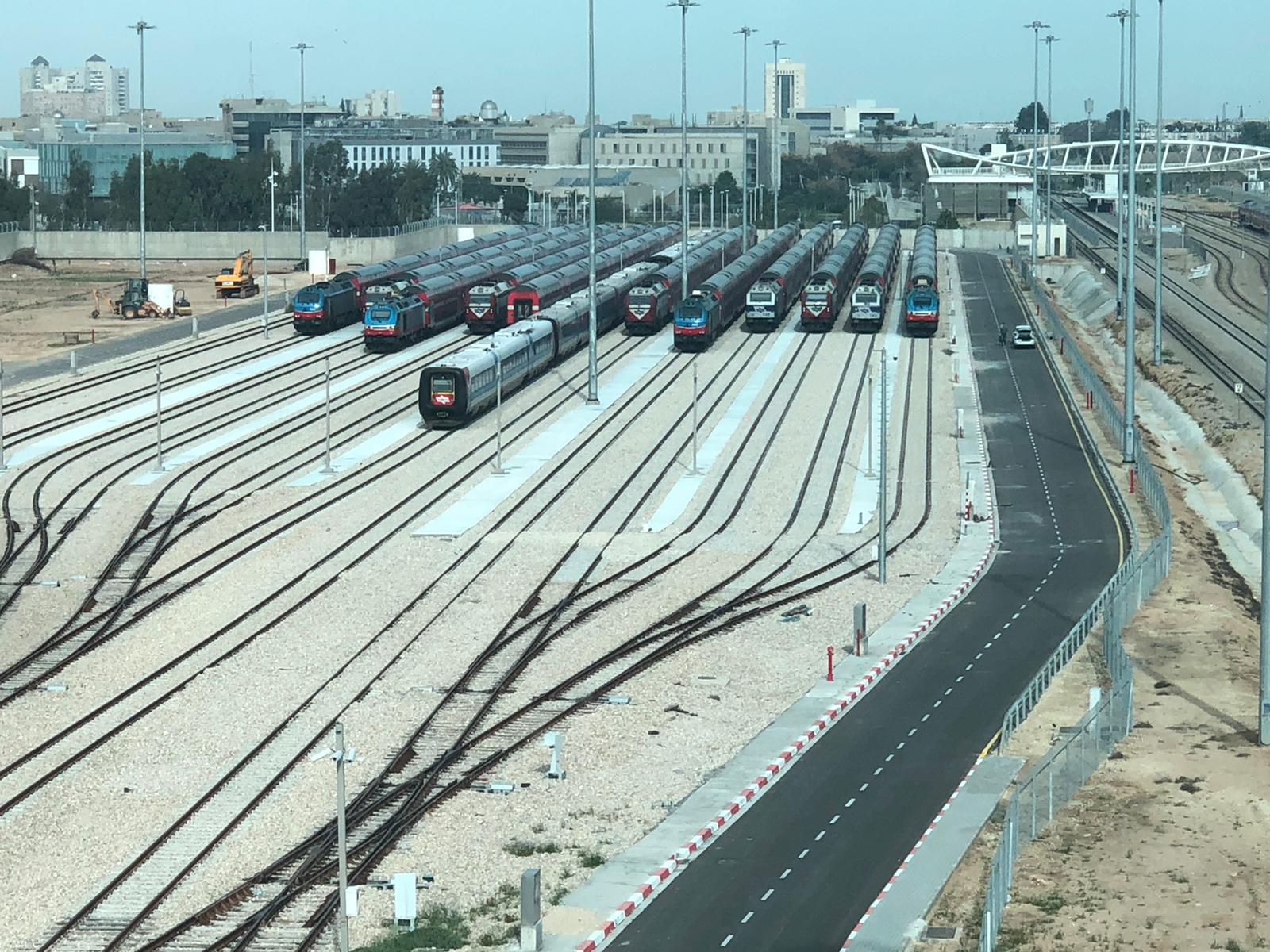

ایمَن‌گاه یا نُقطه اَمان محدوده امنی است برای توقف قطار برای جلوگیری از برخورد آن با قطارهای در حال حرکت. 
در ایمن‌گاه‌ها گاه نگهداری، تعمیر و سوخت‌گیری نیز انجام می‌شود.
ایمن‌گاه را در زبان فرانسوی dégagé می‌گویند